# Jean Boivin
Jean Boivin (Montreuil-l'Argillé, 1 de setembro de 1663 – Paris, 29 de outubro de 1726) , também conhecido como Jean Boivin, le cadet ou Jean Boivin de Villeneuve, foi um escritor, erudito e tradutor francês.

## Biografia
É o irmão mais novo de Louis Boivin, após a morte de seu pai no ano de 1672, trouxe-o para Paris e não dividiu com ninguém sua criação. Seu método de ensino não era nada convencional. Trancou-o num sótão, com um livro de Homero, um dicionário e uma gramática, e só o tirou quando a criança conseguiu explicar em francês e latim um número combinado de versos.
No ano de 1692, Jean Boivin se tornou guarda da biblioteca real, onde fez uma importante descoberta, achou um antigo texto bíblico do século IV-V, em letras unciais, coberto por um manuscrito das Homilias de Efrém o Sírio. Boivin adquiriu fama ao publicar em latim os textos dos grandes matemáticos da antiguidade e foi nomeado professor do Royal College, onde ocupou a cadeira entre os anos de 1706 a 1726 . Foi tradutor de grandes nomes como Nicephore Grégoras e Pierre Pithou, além de Aristófanes, Homero e Sófocles, e escreveu poesia grega. Foi eleito membro da Academia Real de Inscrições e Belas-Letras em 1705 e da Academia Francesa em 1721.

## Trabalhos
- Veterum mathematicorum Athenaei, Apollodori, Philonis, Bitonis, Heronis et allorum opera graece and latin (1693)
- Nicephori Gregorae Bizantina historia, grécia e latim (história bizantina de Nicephore Grégoras, 1702)
- Petri Pithoei vita, elogia, opera, bibliotheca (vida e obras de Pierre Pithou, 1711)
- Apologia de Homero e Escudo de Aquiles (1715). Reedição : Slatkine, Genebra, 1970.
- Batrachomyomachie de Homero, ou Combate de Ratos e Rãs em Verso Francês (1717)
- Édipo, tragédia de Sófocles, e os Pássaros, comédia de Aristófanes (1729)